# 屈氏擬精器魚
屈氏擬精器魚，為輻鰭魚綱銀漢魚目精器魚科的其中一種，分布於亞洲馬來亞及婆羅洲淡水流域，體長可達1.4公分，為熱帶魚類，棲息在礫石底質溪流底中層水域，生活習性不明。

## 擴展閱讀
維基物種上的相關：屈氏擬精器魚